# Encantado (kommun)
Encantado är en kommun i Brasilien.   Den ligger i delstaten Rio Grande do Sul, i den södra delen av landet, 1 500 km söder om huvudstaden Brasília. Antalet invånare är 20 514.
Följande samhällen finns i Encantado:
- Encantado

Runt Encantado är det i huvudsak tätbebyggt. Runt Encantado är det ganska tätbefolkat, med 75 invånare per kvadratkilometer.